# Синицына, Клара Романовна
Клара Романовна Синицына (Захарова) (род. 11 декабря 1932, Буинск) — советский, российский историк, кандидат исторических наук, специалист в области музееведения, исторического краеведения, истории Татарстана. Заслуженный учитель школы Республики Татарстан (1993), доцент (1977).

## Биография
Синицына (в девичестве Захарова) Клара родилась 11 декабря 1932 г. в городе Буинск в семье партийных работников. В годы Великой Отечественной войны осталась без родителей и с 1943 по 1947 г. воспитывалась в детском доме № 30 Буинска, закончила с отличием среднюю школу им. А. В. Луначарского г. Буинска. В 1950—1955 гг. обучалась на историко-филологическом факультете Казанского университета и получила диплом с отличием и квалификацию «историк, преподаватель истории». По окончании университета начала трудовую деятельность в школе рабочей молодежи № 62 станции Агарзя Горьковской железной дороги, преподавала историю, русский язык и литературу". В 1957 г. приступила к работе в Государственном музее ТАССР. С 1961 по 1965 гг. училась в заочной аспирантуре при кафедре истории СССР Казанского государственного педагогического института под руководством видного ученого, педагога, заведующего этой кафедры Евгения Ивановича Устюжанина, работала на диссертацией «Музейное строительство в ТАССР». В Госмузее ТАССР формировались и развивались лучшие качества Клары Романовны — научного работника, экскурсовода, пропагандиста, организатора-руководителя. Став в 1963 году заместителем директора по научной работе К. Р. Синицына одновременно вела большую организационную, экспозиционную работу, масштабную экскурсионную деятельность с советскими и иностранными туристами, прибывающими в г. Казань и посещавшими музей, а также создавала разносторонние научно-методические исследования. Она была автором двух буклетов «Казань», автором методического пособия по экскурсии с иностранными гражданами и соавтором путеводителя "Государственный музей ТАССР (соавторы Р. В. Трофимова, Н. Н. Кучерявенко) и путеводителя по Казани 1970 г. издания (соавторы Т. С. Бобченко, А. В. Гарзавина). Итогом научных изысканий в области регионального музееведения стала её кандидатская диссертация "Музейное строительство в Татарской АССР (1917—1967 гг.). Защита состоялась в Казанском университете 26 ноября 1970 года. При жизни Клары Романовны эта диссертация не была опубликована, она вышла в свет через 5 лет после её кончины в 2002 году по инициативе Национального музея Республики Татарстан и лично её директора Гульчачак Рахимзяновны Назиповой редакционно-издательский совет Национального музея Республики Татарстан принял решение издать диссертационное исследование Синицыной К. Р. под названием «Полвека музеев Казани и Татарии. Очерки истории 1917—1967 годов». За многолетнюю добросовестную работу в Госмузее, заслуги в развитии науки и культуры в республике К. Р. Синицына была награждена медалью «За трудовое отличие» (1967 г.) и знаком Министерства культуры СССР «За отличную работу» (1968 г.), избрана членом пленума Татарского обкома профсоюза работников культуры.

## Научная деятельность
После защиты диссертации Клара Романовна в 1970 году была приглашена на работу на кафедру истории СССР Казанского педагогического института. Свою деятельность она начала с работы на подготовительном отделении, где преподавала общий курс истории СССР, затем ей было поручено разработать курс истории СССР советского периода, который она преподавала в КГПИ 25 лет. Она также обучала будущих учителей истории таким учебным дисциплинам как «Историческое краеведение», «Вспомогательные исторические дисциплины», курс по истории СССР эпохи феодализма (на заочном отделении), руководила музейной практикой, курсовыми и дипломными работами.
С этого времени к специальным музееведческим разработкам в научно-исследовательскую тематику Клары Романовны добавился учебно-методический аспект и историко-краеведческая проблематика. В 1973 г. она в соавторстве с коллегой по кафедре Ирек Мухамедовной Абдрашитовой выпустила учебное пособие для учителей и студентов «Школьный музей: (Задачи, организация, основные формы работы)». Определённым итогом историко-краеведческих исследований К. Р. Синицыной стала публикация в 1983 году учебного пособия, предназначенного для студентов педагогических вузов и учителей школ «Историческое краеведение». Данная книга включала в себя историю исторического краеведения в Казанской губернии и Татарской АССР, характеристику основных источников исторического краеведения, методов их выявления и использования в работе учителя, организацию и деятельность школьных музеев, историко-краеведческую работу в школе. Важно, что данное пособие до сих пор востребовано в наших школах и с пользой используется в учебно-воспитательной работе учителями Республики Татарстан.
В 1970-90-е годы включилась под руководством профессора Мунавара Закироваича Тутаева в изучение и написание истории промышленных предприятий и организаций Татарстана. В соавторстве с Львом Наумовичем Фурером была написана история речного транспорта республики, опубликованная под названием «Речники Татарии» (1977 г.), а в соавторстве с М. З. Тутаевым и А. Н. Ахметовым история автомобильного транспорта общего пользования, вышедшая в 1987 г. книгой «Автомобильный транспорт Татарии».
Особое место в последние годы жизни и творчества Клары Романовны заняло написание учебников, учебных программ и учебных пособий по истории Татарстана и татарского народа для учащихся средних школ и гимназий. Она стала соавтором Р. Г. Фахрутдинова и В. В. Кузьмина по написанию нового поколения учебников по истории ТАССР (на русском и татарском языках), выдержавших несколько изданий в 1980-е годы. Это учебное пособие для учащихся средних школ «История Татарской АССР» 1985 и 1989 гг. Она также стала автором раздела по истории края пробного учебника для 6 класса русских школ «Культура, литература и история родного края» (Казань, 1990, Вып. IV). В 1995 году был подготовлен и издан авторский учебник К. Р. Синицыной для средних школ, гимназий и лицеев «История Татарстана и татарского народа (вторая половина XVI—XVIII вв.)» тиражом 65 тыс.500 экземпляров . В 1996 г. этот учебник был опубликован на татарском языке «Татарстан һәм татар халкы тарихы». В 2000 году вышло второе переработанное и исправленное, уже посмертное издание этого учебника тиражом 26 тыс.500 экземпляров, в 2001 г. он был издан на татарском языке. Наверное, можно констатировать, что это был удачный опыт разработки и написания школьного учебника по истории Татарстана, не случайно издательство «Мэгариф» направило именно этот учебник на конкурс на лучшее учебное пособие для детей и юношества, проводимый в 1997 г. ЮНЕСКО и среди учебных пособий и учебников по региональной истории данный учебник К. Р. Синицыной был признан лучшим. Оценкой личных заслуг Клары Романовны Синицыной в развитие науки и образования стало награждение её почетным знаком «Отличник народного просвещения» (1982) и присвоение в 1993 году звания Заслуженный учитель школы Республики Татарстан.

## Основные работы
- Синицына К. Р. «Казанский музейный вестник» 1920—1924 гг. — Казань, 1963. — 26 с.
- Бобченко Т. С., Гарзавина А. В., Синицына К. Р. Казань: Путеводитель. — Казань: Таткнигоиздат,1970. — 208 с.
- Синицына К. Р. Полвека музеев Казани и Татарии. Очерки истории 1917—1967 годов. — Казань: «Каzan-Казань», 2002.- 280 с.
- Школьный музей: (Задачи, организация, основные формы работы): Метод. пособие для учителей, студентов пединститутов и педучилищ / И. М. Абдрашитова, К. Р. Синицына; М-во просвещения РСФСР. Казан. гос. пединститут. — Казань, 1973. — 63 с.
- Синицына К. Р. Историческое краеведение. Учебное пособие. — Казань, 1983. — 125 с.
- Речники Татарии / Л. Н. Фурер, Г. М. Лукьянов, К. Р. Синицына; Казан. гос. пед. ин-т. — Казань: Татар. кн. изд-во, 1977. — 255 с.
- Автомобильный транспорт Татарии: (Страницы истории автомоб. трансп. общ. пользования) / К. Р. Синицына, М. З. Тутаев, А. Н. Ахметов. — Казань: Татар. кн. изд-во, 1987. — 285 с.
- Кузьмин В. В., Синицына К. Р., Фахрутдинов Р. Г. История Татарской АССР: Учеб. пособие для учащихся сред. шк / В. В. Кузьмин, К. Р. Синицына, Р. Г. Фахрутдинов. — Казань: Татар. кн. изд-во, 1985. — 160 с.; Кузьмин В. В., Синицына К. Р., Фахрутдинов Р. Г. История Татарской АССР: Учеб. пособие для учащихся сред. шк / В. В. Кузьмин, К. Р. Синицына, Р. Г. Фахрутдинов; Под ред. В. В. Кузьмина. — 2-е изд., испр. и доп. — Казань: Татар. кн. изд-во, 1989. — 174с.
- Синицына К. Р. История Татарстана и татарского народа: Учеб. пособие для сред. общеобразоват. школ, гимназий и лицеев. — Казань: Магариф, 1995. — 176 с.